# Tasmania International
Die Tasmania International sind offene australische internationale Meisterschaften im Badminton. Austragungsort der Titelkämpfe ist Tasmanien. Bei der dokumentierten Austragung konnten Punkte für die Weltrangliste und Preisgeld erspielt werden.

## Die Sieger
| Jahr | Herreneinzel   | Dameneinzel   | Herrendoppel              | Damendoppel               | Mixed                         |
| ---- | -------------- | ------------- | ------------------------- | ------------------------- | ----------------------------- |
| 2000 | Nathan Malpass | Lenny Permana | Boyd Cooper Travis Denney | Rhonda Cator Amanda Hardy | Boyd Cooper Kate Wilson-Smith |